# Reinhold Böhm (Radsportler)
Reinhold Böhm (* 17. Januar 1940; † 30. April 2017 in Unna) war ein deutscher Radrennfahrer und eine der profiliertesten Persönlichkeiten des deutschen Radsports sowie der Kreisstadt Unna.

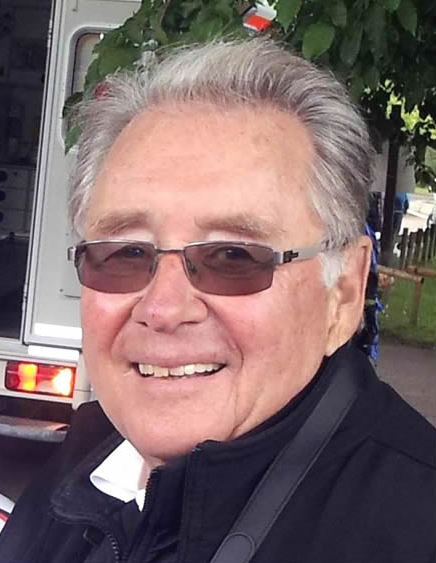
Reinhold Böhm

Noch während seiner aktiven Rennfahrerzeit gründete Böhm 1968 den RSV Unna (Rad-Sport-Verein Unna) und steckte seine Energie in die Förderung des Radsports. 49 Jahre lang war er Geschäftsführer des Vereines und widmete sich der Jugendförderung. Er richtete zahlreiche Rennen aus und war deutschlandweit als Rennkommentator unterwegs.
Bereits im ersten Vereinsjahr wurde die Landesmeisterschaft NRW von Reinhold Böhm ausgerichtet, der zwei Jahre später das internationale Osterrennen durch den Kreis Unna folgte, das 25 Jahre das Vorzeigeobjekt des RSV und der Stadt Unna war.
Fünf Deutschen Meisterschaften und unzähligen weiteren Rennen wurden durch Reinhold Böhm ermöglicht und ausgerichtet. Für 2018 plante Böhm wieder eine Deutsche Meisterschaft im Kreis Unna. Er wollte anlässlich des 50-jährigen Vereinsjubiläums die deutsche U23-Meisterschaft veranstalten und danach, nach einem halben Jahrhundert als Geschäftsführer des Vereines, zurücktreten.
Er hinterließ seine Frau Mia und seine beiden Töchter.